# ヴィクトル・ダニロフ＝ダニリャン
ヴィクトル・イワノヴィチ・ダニロフ＝ダニリャン（ロシア語: Виктор Иванович Даниров-Данильян、ラテン文字転写の例：Viktor Ivanovich Danirov-Danil'yan、1938年5月9日 - ）は、ロシアの経済学者、コンピュータ学者、政治家、環境保護運動家。エリツィン時代初期にロシア環境保護・天然資源相を務めた。

## 経歴
1938年、モスクワ生まれ。1960年、モスクワ大学物理数学部を卒業する。その後経済学博士号を取得。大学卒業後はモスクワ大学コンピューターセンター勤務を経て、1964年よりソ連科学アカデミー中央経済研究所に勤務する。1976年科学アカデミー中央数理研究所（統計研究所？）に勤務する。
1991年10月ロシア連邦環境保護・天然資源省次官を経て、同年11月大臣に任命される。1992年11月同省が環境保護・自然利用省に改組され引き続き大臣となる。環境相としてのダニロフ＝ダニリャンは、統一的、包括的な環境保護政策の立案・作成に努めた。また、自然保護法、地下資源法、原子力および放射線安全保障法、環境モニタリングなどの施策に熱心に取り組んだ。閣僚在任中の1993年12月に行われたロシア連邦議会下院国家会議選挙にロシアの選択から立候補し当選する。
1996年8月に環境保護・自然利用省が環境保護国家委員会に格下げ（放射性廃棄物などの処分許可権限が原子力庁に移管した）し、環境保護・自然利用相を解任。2000年まで環境保護国家委員会議長を務めた。
1992年から1994年までロシア連邦政府洪水委員会議長。1993年から2000年まで連邦政府バイカル湖委員会議長。1994年から2000年まで連邦政府カスピ海委員会議長の公職を歴任した。
環境保護活動をライフワークとし、『環境百科事典』第6版編集委員も務めた。

## 受賞・栄典
- 『自然保護のためのデザインと創造』（За разработку и создание природоохранного комплекса, включающего специализированные комплекс контроля экологического состояния водной среды и судно-носитель、1995年）で、ロシア連邦政府から科学技術分野で表彰を受けている[1]。